# Emilio Faldella
Emilio Faldella (Maggiora, 5 marzo 1897 – Torino, 9 settembre 1975) è stato un generale e agente segreto italiano.

## Biografia

### Prima guerra mondiale
Nasce a Maggiora (NO) nel 1897 da un'antica famiglia del Monferrato. Nel 1914 entra nella Accademia Militare di Modena e nel maggio 1915 è nominato sottotenente destinato al 3º Reggimento Alpini. Combatte sul Monte Nero, a Santa Maria di Tolmino, sul Vodil e sul Mrzli, sul Kukla (conca di Plezzo), nell'intera battaglia difensiva del Trentino.
Per l'esfiltrazione dal Monte Biserto (Val Terragnolo) viene decorato nell'ottobre 1916 con medaglia d'argento. Partecipa quindi a tutte le operazioni nella zona del Pasubio, al Monte Corno Battisti di Vallarsa e sul Coni Zugna. Dal luglio 1917 segue le sorti del generale Guido Liuzzi in quasi tutti i suoi comandi. Quale aiutante maggiore del 1º Gruppo alpino partecipa alle battaglie del Piave e di Vittorio Veneto.

### Servizio Informazioni Militare e la guerra di Spagna
Dopo il conflitto frequenta la scuola di guerra e viene trasferito allo stato maggiore col grado di capitano. Nel 1928 è promosso maggiore e nominato comandante del Battaglione Dronero del 2º Reggimento alpini. Nel giugno 1930 viene destinato al Servizio Informazioni Militare: dal luglio 1930 al giugno 1935  è in Spagna con l'incarico di copertura di console a Barcellona; nel gennaio 1935 venne promosso tenente colonnello; dal luglio 1935 all'agosto 1936 è capo della sezione speciale Africa Orientale (AO). In questo periodo si occupa dell'affare Jacir Bey.
Con l'inizio della guerra di Spagna, dal 28 agosto 1936 è inviato al quartier generale dal generalissimo Francisco Franco, come "osservatore" e ufficiale di collegamento. Assume poi il comando del "Raggruppamento carri-artiglieria" (due compagnie carri e sei batterie di artiglieria autotrasportate) nel corso della prima battaglia di Madrid (ottobre-novembre 1936). Dal dicembre 1936, con l'arrivo più massiccio di aiuti militari italiani in Spagna, è nominato capo di stato maggiore del Corpo Truppe Volontarie (in assenza del comandante Roatta, in Italia per conferire, prepara la battaglia per la conquista di Malaga).
Nel febbraio 1937 sostituisce ancora Roatta, ferito nei combattimenti di Malaga, finché non viene conquistata. Dopo la battaglia di Guadalajara, Roatta viene avvicendato con il generale Ettore Bastico e Faldella con il colonnello Gastone Gambara. Faldella assume quindi il comando del 5º Reggimento di fanteria legionaria: con questo incarico partecipa alla conquista di Bilbao ed alla battaglia di Santander (giugno - agosto 1937), ottenendo la croce di cavaliere dell'Ordine Militare di Savoia.

### Seconda guerra mondiale
Nel dicembre 1937 termina il suo periodo al SIM e viene trasferito all'Ufficio Addestramento dello stato maggiore dell'Esercito. Nel 1939 è promosso colonnello e diviene comandante del 3º Reggimento Alpini nel quale avrà alle sue dipendenze il cappellano militare Secondo Pollo. Con il reggimento combatte nel 1940 sul fronte occidentale. Dall'agosto 1941 al maggio 1943 è al comando dell'Ufficio Addestramento dello Stato Maggiore.
Successivamente è capo di stato maggiore della 6ª Armata e delle Forze Armate della Sicilia (sotto il comando del generale Alfredo Guzzoni). Generale di brigata il 1º luglio 1943. L'8 settembre i pochi resti ed il comando della 6ª Armata sopravvissuti allo sbarco in Sicilia sono stati messi a riposo. Dopo l'armistizio, per ordine del generale Antonio Sorice, ministro della Guerra, Faldella torna all'attività di intelligence. Aderisce alla Repubblica Sociale Italiana dove viene nominato Intendente generale delle forze armate, ma al contempo assume il comando di una vasta ed efficiente rete clandestina operante in Venezia Giulia a favore del Regno del Sud. Tradito, è arrestato il 16 maggio 1944.
Viene liberato grazie all'intercessione del Maresciallo Rodolfo Graziani e vive nei mesi successivi a Milano in una curiosa situazione di semiclandestinità. Il 26 aprile 1945 per ordine di Raffaele Cadorna Jr assume il comando della piazza di Milano.
Al termine della missione in un incontro avuto con il cardinale Schuster questi ebbe a dire 

### Congedo e gli studi storici
Collocato a riposo a domanda dal 22 gennaio 1946, si dedica successivamente ad attività sociali ed allo studio delle discipline militari, con particolare riguardo alla dimensione addestrativa. Il 27 marzo 1951 viene promosso generale di divisione e il 20 ottobre 1969 a titolo onorifico generale di Corpo d'armata.
È anche uno storico militare di livello, con numerose pubblicazioni all'attivo. Muore a Torino nel 1975.

## Opere
- Dalla guerra dei Cavalieri alla Guerra dei Popoli, 1926;
- Venti mesi di guerra in Spagna, 1939;
- LO SBARCO E LA DIFESA DELLA SICILIA, Roma, L'Aniene, 1956, SBN SBL0393785.;
- Graziani, l'uomo e il soldato, Roma 1955;
- L'Italia nella seconda guerra mondiale, 1959;
- Il Terzo Reggimento alpini, Torre Pellice 1959;
- Le guerre che nessuno vuole, 1962;
- La battaglia dell'Assietta - 19 luglio 1747, 1964;
- Le battaglie dell'Isonzo, 1965;
- La Grande Guerra, in due voll., Milano 1965;
- Da Caporetto al Piave, 1966;
- Caporetto - Le vere cause di una tragedia, 1967;
- Storia delle truppe alpine: 1872-1972, Milano 1972;
- Due guerre mondiali, 1974;
- Storia degli eserciti italiani, postumo, 1976.